# 自家用発電設備専門技術者
自家用発電設備専門技術者（じかようはつでんせつびせんもんぎじゅつしゃ）は、一般社団法人日本内燃力発電設備協会が行う資格講習を受けた資格者である。
据付工事部門の合格者は、特種電気工事資格者（非常用予備発電装置工事）の認定が得られる。
装置部門、据置工事部門、保全部門の3種類に分かれている。

## 職務
- 消防用設備および建築用設備の非常電源として、また建築現場等で電源として使用する内燃力を原動力とする発電設備の適正な維持・管理を図るために点検及び整備を行う。

## 資格講習
- 一般社団法人日本内燃力発電設備協会が行う資格講習に参加して修了考査に合格し取得する。取得した後、5年以内に再講習を受けなければならない。また、資格講習には受験資格がある。
- 令和7年度の講習実施概要は以下の通り。
  - 受験申込期間：令和7年3月17日(月)〜令和7年6月13日（金）
  - 受験申込料：39,000円（消費税10%込み）
  - 受験日：令和7年9月3日(水)～令和7年11月14日(金)の間の２日間
  - 開催地区：札幌(9月25､26日)､仙台(9月11､12日)､東京(9月17､18日｡10月21､22日｡11月10､11日)､名古屋(10月1､2日)､大阪(9月3､4日)､広島(11月6､7日)､福岡(10月30､31日)､那覇(11月13､14日)

## 資格の活用
１．特種電気主任技術者の資格取得について
- 電気工事士法では、契約電力500kＷ未満のビル・事業場等に非常用発電設備を設置する場合、特種電気工事資格者（非常用予備発電装置工事資格者）でなければ工事の作業に従事できないこととされている。自家用発電設備専門技術者の据付工事部門を取得し、所定要件を満たした者は、経済産業省保安監督部へ資格取得の申請手続きを行うことで、特種電気工事資格者の資格が取得できる。

２．保安管理業務委託制度における「構造及び性能に精通する者」として
- 電気事業法では、2,000kＷ未満の内燃力又はガスタービン発電所の保安管理業務を外部へ委託する場合、委託された者に毎月１回以上点検を行うことが義務づけられているが、当該設備の構造及び性能に精通する者との契約により保守が実施されるものにあっては３ヶ月に１回以上」でもよいこととされている。自家用発電設備専門技術者の保全部門を取得した者は「当該設備の構造及び性能に精通する者」とみなされる。

３．自家用発電設備の点検及び整備を行う者
- 消防法における「非常電源（自家発電設備）点検要領」では、「総合点検における運転性能の確認（負荷運転又は内部観察等）については、自家発電設備の点検及び整備において、『必要な知識及び技能を有する者』が実施することが適当であること。」とされている。自家用発電設備専門技術者の保全部門を取得した者は、自家発電設備の点検及び整備において、この『必要な知識及び技能を有する者』として適当であるとされている。
- 火災予防条例（例）では、火気使用設備等の一つである発電設備の点検及び整備については、『必要な知識及び技能を有する者』に行わせることとされている。この火災予防条例（例）により制定された各市町村の火災予防条例に基づく告示等において、自家用発電設備専門技術者は、発電設備の点検整備を行う『必要な知識及び技能を有する者』として運用されている。